# Novi punk val
Novi punk val je glasbena kompilacija, izdana na veliki studijski plošči (LP) leta 1981, izbor pesmi je naredil Igor Vidmar. Album je izšel pri Založbi kaset in plošč Radija in Televizije Ljubljana, predstavlja pa punkovsko in novovalovsko glasbeno sceno med letoma 1978 in 1980 na področju tedanje Jugoslavije, oziroma natančneje njen zahodnejši del, saj se na plošči nahajajo tedanje skupine iz Slovenije in Hrvaške. Tako slovensko sceno predstavljajo Pankrti, Grupa 92, Buldogi in Berlinski zid, iz hrvaške pa so na njej kasneje legendarni skupini iz Reke, Paraf in Termiti, Problemi iz Pulja ter zagrebško Prljavo kazalište.

## Seznam skladb
1. »Anarhist« – Pankrti
2. »Tovar'ši, jest vam ne verjamem« – Pankrti
3. »Lublana je bulana« – Pankrti
4. »Moj je otac bio u ratu« – Prljavo kazalište
5. »Videti jih« – 92
6. »Sranje« – Problemi
7. »Grad izobilja« – Problemi
8. »Možgani na asfaltu« – Berlinski zid
9. »Po cestah mesta« – Berlinski zid
10. »Narodna pjesma« – Paraf
11. »Kontroliram misli« – 92
12. »To ni balet« – Buldogi
13. »Vjeran pas« – Termiti
14. »Mama, s razlogom se brineš« – Termiti
15. »Vremenska progonoza« – Termiti